# 渡邉大吾
渡邉 大吾（わたなべ だいご。1973年1月22日 - ）は日本のラグビー選手。元競輪選手（日本競輪選手会愛知県支部所属）である。山梨県出身。天理高校、明治大学時代はラグビーのトップ選手として鳴らしたが、ラグビー選手としてのキャリアは大学で一旦途切れ、その後競輪界入りした。
なお、苗字の渡邉という表記は競輪選手時代のもので、ラグビー選手としては渡辺が一般的に用いられている。

## 略歴

### ラグビー選手（高校・大学）時代
天理高校時代は全国大会でフルバック(FB)として1989年に優勝、1990年に準優勝を経験。また、1990年には高校日本代表選手としてウェールズ遠征メンバーの一員に選ばれた。
渡邉によると高校卒業後に競輪選手になることも考えたが、最終的には大学へ進学しラグビーを続ける道を選んだ。しかしその後も競輪選手になりたいという希望を抱き続け、大学在学時も密かに自転車を乗り込んでいたという。
明治大学時代はウィング、フルバックとして1年生から試合に出場したほか、大学選手権では1991年、1993年に優勝を経験。また、幾度か日本代表候補にも上がった。
当然、渡邉は社会人の強豪チームへと進み、日本代表の中心選手としてラグビー界を背負って立つ選手と期待されていた。ところが、4年生となった1994年に、多くの社会人チームからの誘いを拒否し、競輪選手になることを決意。このことについては特に大学OBからの反対が強かった（渡邉によると、90年度主将の吉田義人は競輪転向に最後まで反対した）が、渡邉の意思は固く、ラグビー選手としての華々しいキャリアはここで途切れることになった。

### 競輪選手時代
- 日本競輪学校の受験では一度、負傷のため2次試験で不合格となった[2]が、1995年、78期生として合格した。師匠は久保千代志。

- 登録地は愛知県とし、豊橋競輪場をホームバンクとしていた。1996年8月9日、ホームの豊橋でデビューし1着となったばかりかその開催で完全優勝を果たした。競輪選手時代は先行を主体とした自力型の選手であったが、特別競輪（GI）への出場はついに叶わず、GIIであるふるさとダービーと西王座戦に出場した程度だった。

- 20代後半あたりになるとS級とA級を行ったり来たりするエレベーター選手に成り下がってしまい、当初の期待とは裏腹に、トップクラスの選手として維持することも困難な状況になっていった。結局、2006年1月30日付をもって選手登録を削除され、競輪選手生活にピリオドが打たれた。

### その後
- 競輪選手引退後、天理高校並びに天理大学のOBが中心となって結成されたラグビークラブチーム、「天理ラグビークラブ」のコーチ兼選手として2006年度のシーズンより活動していた。
- 2010年6月17日、出資の受入れ、預り金及び金利等の取締りに関する法律（出資法）違反容疑で大阪府警に逮捕された。逮捕時の肩書はコンサルタント会社「インベストメント・パートナーズ」（大阪市中央区）会長であった[3]。同年12月20日、大阪地裁より執行猶予付の有罪判決を言い渡された[4]。